# William Payne-Gallwey (2e baronnet)
William Payne-Gallwey, 2e baronnet (1807 - 19 décembre 1881) est un homme politique du Parti conservateur anglais qui siège à la Chambre des communes de 1851 à 1880.

## Biographie
Il est le fils de William Payne-Gallwey (1er baronnet) et de son épouse Harriet Quin, fille de Valentine Quin (1er comte de Dunraven et Mount-Earl). Son père est un général de l'armée britannique et gouverneur des îles Sous-le-Vent. Il est un major du 7e Fusiliers et succède à son père comme baronnet en 1831. Il est lieutenant adjoint et juge de paix de la North Riding of Yorkshire.
Lors d'une élection partielle en mars 1851, il est élu sans opposition en tant que député de Thirsk. Il est réélu, sans opposition aux quatre élections générales suivantes et avec des adversaires en 1868 et 1874. Il occupe ce poste jusqu'à sa démission lors des élections générales de 1880.
Il est décédé à l'âge de 74 ans des suites de graves blessures internes causées par une chute lors d'une chasse dans la paroisse de Bagby.
Il épouse Emily Anne Russell, fille de Robert Frankland-Russell (7e baronnet) en 1847. Ils ont quatre fils et trois filles. Il est remplacé par son fils aîné, Ralph.